# Курдюм (Республіка Алтай)
Курдюм (рос. Курдюм) — село Усть-Коксинського району, Республіка Алтай Росії. Входить до складу Карагойського сільського поселення.
Населення — 40 осіб (2015 рік).